# Марк Клувій Руф
Марк Клувій Руф (лат. Marcus Cluvius Rufus, * 2 рік до н.е. — † 70 рік н.е.) — політичний діяч ранньої Римської імперії, історик. 

## Життєпис
Походив з роду Клувіїв з Кампанії. Про його батьків збереглося мало відомостей. У Римі став наближеним до імператора Калігули. Своє становище зберіг й за імператора Клавдія. У 45 році став консулом-суфектом. За імператора Нерона Клувій Руф увійшов до наближеного оточення імператора. Згодом Руф став оголошувачем Нерона під час театральних та спортивних змагань. З початком громадянської війни у 68 році був призначений намісником провінції Ближня Іспанія. На цій посаді пережив зміну декількох імператорів. Незабаром після повернення до Риму помер.

## Творчість
Історичний твір Клувія Руфа охоплює події, сучасником яких був безпосередньо автор. У ньому викладено історію від часів імператора Калігули до початку правління Веспасіана. Дотепер історична праця Руфа не збереглася. Втім, нею користувалися при написанні своїх праць: Светоній, Тацит, Плутарх, Діон Кассій, Йосип Флавій.